# Inga approximata
Inga approximata là một loài rau đậu thuộc họ Fabaceae.
Loài này chỉ có ở Bolivia.